# Михайловка (Михайловська сільська рада, Бугурусланський район)
Миха́йловка (рос. Михайловка) — село у складі Бугурусланського району Оренбурзької області, Росія.

## Населення
Населення — 2735 осіб (2010; 2416 у 2002).
Національний склад (станом на 2002 рік):
- росіяни — 64 %